# Headless Cross
Albums de Black Sabbath
The Eternal Idol Tyr
Headless Cross est le quatorzième album studio du groupe heavy metal britannique Black Sabbath, sorti en 1989. Encensé par la critique, il est considéré par beaucoup comme étant un des albums les plus sombres de Black Sabbath, en raison de ses nombreuses références à l'occultisme. Un clip fut réalisé en 1989 pour la chanson titre.
On retrouve Brian May de Queen exceptionnellement à la guitare solo sur la pièce "When death calls", alors que le bassiste, Laurence Cottle, ne fut qu'un simple musicien sous contrat et n'apparut sur aucune photo officielle du groupe. Cozy Powell que l'on avait vu précédemment avec le groupe Emerson, Lake & Powell en 1985 et 1986, assure la production de l'album avec Tony Iommi, en plus d'occuper brillamment son poste de batteur.

## Liste des titres
1. The Gates Of Hell
2. Headless Cross
3. Devil & Daughter
4. When Death Calls
5. Kill In The Spirit World
6. Call Of The Wild
7. Black Moon
8. Nightwing

### Pièce bonus
1. Cloak & Dagger (picture disc seulement)

## Composition du groupe
- Tony Martin : chant
- Tony Iommi : guitare
- Laurence Cottle : basse
- Geoff Nicholls: claviers
- Cozy Powell : batterie

Musicien additionnel :
- Brian May : guitare solo sur When Death Calls